# Elza Pede Passagem
Elza Pede Passagem é um álbum de estúdio da cantora e compositora brasileira Elza Soares, lançado em 1972 pela Odeon e com produção musical de Lindolfo Gaya.

## Antecedentes
Em 1970, Elza Soares se mudou para a Itália, onde trabalhou por um tempo exilada. Ao retornar para o Brasil, a cantora trouxe algumas mudanças, entre elas o cabelo black power.

## Produção
Com produção musical de Lindolfo Gaya e arranjos de Dom Salvador, o álbum foi gravado nos dias 18 e 25 de janeiro de 1972 no estúdio da gravadora Odeon, no Rio de Janeiro. O projeto manteve a sonoridade do samba e da bossa nova que Elza era conhecida, mas também teve influências de soul e do funk, sobretudo pelos arranjos de Dom.

## Lançamento
Elza Pede Passagem foi lançado em março de 1972 pela Odeon em vinil.
A obra foi relançada em CD em 2003 dentro da caixa Negra, com direção de Marcelo Fróes. Uma nova versão em vinil do álbum foi relançada em 2019.

## Faixas
A seguir lista-se as faixas de Elza Pede Passagem:
Lado A
1. "Cheguendengo"
2. "Saltei de Banda"
3. "Maria Vai Com As Outras"
4. "Samba Da Pá"
5. "A-B-C Da Vida"
6. "Barão Beleza"

Lado B
1. "Rio Carnaval Dos Carnavais"
2. "O Gato"
3. "Pulo, Pulo"
4. "Amor Perfeito"
5. "Mais Do Que Eu"